# Суворое (Запорожская область)
Суворое (укр. Суворе) — село,
Высоковский сельский совет,
Михайловский район,
Запорожская область,
Украина.
Код КОАТУУ — 2323382205. Население по переписи 2001 года составляло 24 человека.

## Географическое положение
Село Суворое находится на расстоянии в 2 км от села Водное и в 2,5 км от сёл Высокое и Ровное.

## История
- 1810 год — дата основания как хутор Ней-Нассау.
- 1945 г. — переименован в Суворый[2]